# کارول کین

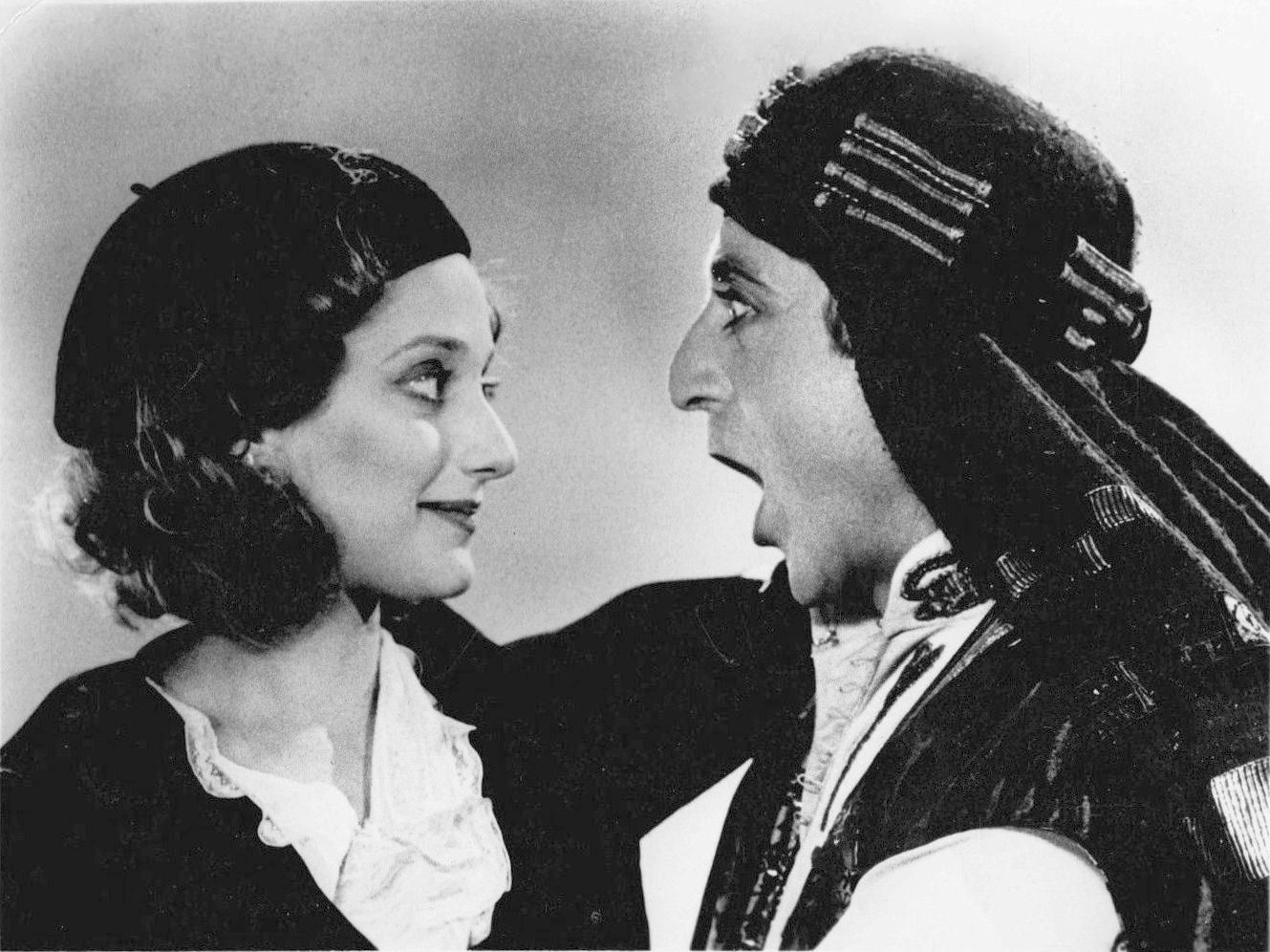
کارول کین و جین وایلدر

کارول کین (انگلیسی: Carol Kane؛ زادهٔ ۱۸ ژوئن ۱۹۵۲) یک هنرپیشه اهل ایالات متحده آمریکا است. وی از سال ۱۹۷۱ میلادی تاکنون مشغول فعالیت بوده‌است.

## گزیده فیلمشناسی
از فیلم‌ها یا برنامه‌های تلویزیونی که وی در آن نقش داشته‌است می‌توان به آثار زیر اشاره کرد.
- معرفت جسمانی (۱۹۷۱)
- آخرین مأموریت (۱۹۷۳)
- خیابان هستر (فیلم) (۱۹۷۵)
- بعدازظهر سگی (۱۹۷۵)
- هری و والتر به نیویورک می‌روند (۱۹۷۶)
- آنی هال (۱۹۷۷)
- بزرگترین عاشق جهان (۱۹۷۷)
- والنتینو (۱۹۷۷)
- فیلم ماپت‌ها (۱۹۷۹)
- پاندمونیوم (فیلم) (۱۹۸۲)
- مسابقه با ماه (۱۹۸۴)
- ایشتار (فیلم) (۱۹۸۷)
- عروس شاهزاده (فیلم) (۱۹۸۷)
- گواهی‌نامه رانندگی (۱۹۸۸)
- فلش بک (فیلم ۱۹۹۰) (۱۹۹۰)
- خواهران لیمو (۱۹۹۰)
- جو در برابر آتشفشان (۱۹۹۰)
- بهشت آبی من (۱۹۹۰)
- تد و ونوس (۱۹۹۱)
- در سوپ (۱۹۹۲)
- حتی دختران گاوچران هم نغمه‌های بلوز را می‌فهمند (۱۹۹۳)
- ارزش‌های خانواده آدامز (۱۹۹۳)
- نعش‌کش (فیلم) (۱۹۹۶)
- ماهی استثنایی (فیلم) (۱۹۹۷)
- مرد روی ماه (فیلم) (۱۹۹۹)
- اعترافات ملکه درام نوجوان (۲۰۰۴)
- پستونک (فیلم) (۲۰۰۵)
- وروجک شاد (۲۰۰۵)
- چهار کریسمس (۲۰۰۸)
- شکارچی جایزه‌بگیر (فیلم ۲۰۱۰) (۲۰۱۰)
- دوست‌پسر دوست‌دختر من (۲۰۱۰)
- با تشکر برای به‌اشتراک‌گذاری (۲۰۱۲)
- اموتیکون (۲۰۱۴)
- دارایی‌های آوا (۲۰۱۵)
- برادران سیسترز (فیلم) (۲۰۱۸)
- مرده‌ها نمی‌میرند (۲۰۱۹)
- چیرز (۱۹۸۴)
- سسمی استریت (۱۹۸۹–۱۹۹۴)
- ساینفلد (۱۹۹۴)
- ناپلئون (فیلم ۱۹۹۵) (۱۹۹۵)
- هی آرنولد! (۱۹۹۷)
- ردپای آبی (۱۹۹۹)
- گدایان و انتخاب‌کنندگان (۱۹۹۹–۲۰۰۰)
- فامیلی گای (۲۰۰۱)
- دو مرد و نصفی (۲۰۰۹)
- مانک (۲۰۰۹)
- بتی بی‌ریخته (۲۰۱۰)
- فینیس و فرب (۲۰۱۱–۲۰۱۴)
- دورا، دختر جهانگرد (۲۰۱۱)
- دختران (مجموعه تلویزیونی آمریکایی) (۲۰۱۳)
- مدیریت خشم (مجموعه تلویزیونی) (۲۰۱۳)
- گاتهام (مجموعه تلویزیونی) (۲۰۱۴–۲۰۱۶)
- کیمی اشمیت شکست‌ناپذیر (۲۰۱۵–۲۰۲۰)
- استار علیه نیروهای شیطان (۲۰۱۷)
- جانوران. (۲۰۱۸)
- خ مثل خانواده (۲۰۱۸)
- بابل گاپیز (۲۰۱۹)
- شکارچیان (مجموعه تلویزیونی) (۲۰۲۰)